# Master and Commander (hodnost)

Označení hodnosti Commandera v Royal Navy (současné)

Master and Commander byla námořní hodnost, která se používala v britském válečném námořnictvu v osmnáctém století. Byla to hodnost nižší než hodnost kapitána a udělovala se velitelům menších, tzv. nezařazených lodí (angl. unrated). Hodnost byla dočasná, po dobu pověření velením (angl. commision) a byla udělována poručíkům. Do češtiny ji lze volně přeložit jako velitel šalupy (válečná šalupa, angl. sloop-of-war). Roku 1794 byl její název zkrácen na Commander = komandér.